# Палагицька сільська рада
| Палагицька сільська рада — колишній орган місцевого самоврядування у Тлумацькому районі Івано-Франківської області з адміністративним центром у с. Палагичі. Водоймища на території, підпорядкованій даній раді: річка Тлумачик. Сільській раді підпорядковані населені пункти: - с. Палагичі - с. Гончарівка - с. Локітка - с. Попелів |

## Склад ради
Рада складається з 16 депутатів та голови.

### Керівний склад ради
| ПІБ                            | Основні відомості                                                                | Дата обрання | Дата звільнення |
| ------------------------------ | -------------------------------------------------------------------------------- | ------------ | --------------- |
| Карбашевський Петро Васильович | Сільський голова, 1959 року народження, освіта, член Української Народної Партії | 26.03.2006   | 31.10.2010      |
| Карбашевський Петро Васильович | Сільський голова, 1959 року народження, освіта середня спеціальна, безпартійний  | 31.10.2010   | 02.06.2013      |
| Петрук Ігор Андрійович         | Сільський голова, 1965 року народження, освіта вища, безпартійний                | 02.06.2013   |                 |

Примітка: таблиця складена за даними джерела